# Tush
Singles de ZZ Top
La Grange It's Only Love
Pistes de Fandango!
Heard It on the X
Tush est une chanson  de blues rock, du groupe texan ZZ Top, écrite et composée par ses trois membres Billy Gibbons, Dusty Hill, et Frank Beard, single extrait de leur 4e album Fandango! de 1975. Cette chanson est un des plus importants succès internationaux du groupe. 

## Composition
Billy Gibbons a expliqué que cette chanson a été créée en quelques minutes lors d'une répétition, quelques heures avant un concert donné à Florence (Alabama),. Il indique aussi que le nom de ce morceau provient de la chanson Tush Hog du chanteur Roy Head, dont ZZ Top avait repris un titre à ses débuts. Par ailleurs, Tush est un mot d'argot signifiant le postérieur. 
Tush est une blues-rock en 12 mesures dans la tonalité de sol. La version studio comporte 2 solos joués au bottleneck en accordage standard. Cet accordage permet à Billy Gibbons d'enchaîner sur scène La Grange et Tush sans changer de guitare. Sur scène, il enfile son bottleneck sur son majeur après le second couplet, pour assurer le premier solo. Le choix du majeur lui permet de garder le bottleneck jusqu'à la fin du morceau, car il ne l'empêche pas d'assurer le riff des couplets (joué sans le doigt du bottleneck). 
C'est Dusty Hill qui assure le chant sur Tush. Il possède une voix plus aiguë que celle de Gibbons qui prend généralement en charge la partie vocale.
Ce morceau est le premier du groupe à entrer dans le top-20 des charts US. Il est systématiquement joué en rappel lors des concerts depuis les années 1980  .

## Musiciens
- Billy Gibbons :  guitare électrique
- Dusty Hill : chant & guitare basse
- Frank Beard : batterie

## Single et albums ZZ Top
On retrouve Tush sur les albums et single suivants :
Album studio : 
- 1975 : Fandango!

Single : 
- 1975 : avec Blue Jean Blues en face B

Album Live :
- 2008 : Live from Texas
- 2011 : Live in Germany 1980
- 2016 : Tonite at midnight : Live Greatest Hits from Around the World
- 2022 : Raw

Compilations :
- 1977 : The Best of ZZ Top
- 1992 : Greatest Hits
- 2004 : Ranchino Texacino : The Very Best of ZZ Top
- 2014 : The Very Baddest
- 2019 : Goin'50

## Reprises
De très nombreux groupes ont repris Tush. Parmi eux, on trouve :
- Iron Maiden en concert dans les années 1980
- Nazareth sur l'album live Snaz sorti en 1981.
- Kenny Chesney sur l'album Sharp dressed men -A tribute to ZZ Top sorti en 2002
- Miranda Lambert en concert depuis 2015
- Whitesnake lors de sa tournée 1987-1988 sous le titre Tits
- Joan Jett sur l'album The Hit List sorti en 1990
- Girl sur l'album Live at the Exposition Hall, Osaka, Japan (en) sorti en 2001
- Styx en concert entre 1999 et 2003
- Wolf Mail sur l'album The Basement Session en 2011
- Tygers of Pan Tang sur l'album Live at Wacken en 2001
- Dumpy's Rusty Nuts sur l'album Somewhere In England en 1983
- Girlschool sur l'album Hit and Run sorti en 1981
- Van Halen sur l'album Live Anthology 1975 - 1981

Le riff du morceau No Class de Motörhead est fortement inspiré de celui de Tush.

## Cinéma
Tush fait partie de la bande originale des films suivants :
- 1982 : Officier et Gentleman de Taylor Hackford
- 1987 : Square dance de Daniel Petrie
- 1993 : Génération rebelle de Richard Linklater
- 1996 : Sergent Bilko de Jonathan Lynn
- 1997 : Parties intimes de Betty Thomas
- 2000 : En pleine tempête de  Wolfgang Petersen
- 2007 : Ghost Rider de Mark Steven Johnson
- 2017 : Line of fire de Joseph Kosinski
- 2019 : La Grande Aventure Lego 2 de Mike Mitchell et Trisha Gum

## Classement
| Chart (1975)                  | Meilleur classementn |
| ----------------------------- | -------------------- |
| Australie (Kent Music Report) | 87                   |
| Canada RPM Top Singles        | 14                   |
| U.S. Billboard Hot 100        | 20                   |
| U.S. Cash Box Top 100         | 12                   |

Tush a aussi été classée 67e meilleur morceau de hard rock de tous les temps par VH1